# Estádio Olímpico Regional Arnaldo Busatto
Estádio Olímpico Regional Arnaldo Busatto – stadion wielofunkcyjny w Cascavel, Parana, Brazylia, na którym swoje mecze rozgrywa klub Cascavel Clube Recreativo. Do roku 2001 był to stadion klubu Cascavel Esporte Clube.
Pierwszy gol: Paulo César (São Paulo)